# バリー・サンダース
バリー・サンダース（Barry Sanders、1968年7月16日 - ）はNFLデトロイト・ライオンズで活躍したランニングバック（RB）。アメリカ合衆国カンザス州ウィチタ出身。

## 経歴

### 高校・大学時代
ウィチタで生まれ育ったサンダースは、地元のウィチタ北高校へ進学する。3年生の途中まではRBではなかったが、RBになってからの7試合で1,322ヤードを走り、州選抜にも選ばれた。しかし、身体が小さかったために大学のスカウトからは過小評価されていた。奨学金を提示した数少ない大学の中から、オクラホマ州立大学へ進学を選んだ。
大学での最初の2年間は、全米大学選抜であったサーマン・トーマスの控えとして過ごしたが、トーマスがプロ入りした後、1988年の3年生時には先発RBとなりNCAA記録となる2,628ヤードを走り、39タッチダウンを記録した。これは1試合平均200ヤード以上、300ヤードを走った試合も4試合あり、平均7.6ヤードとなる記録であった。パスキャッチも含めた総獲得ヤード3,249もNCAA記録である。この活躍によりトロイ・エイクマンらをおさえてハイズマン賞を受賞したが、オクラホマ州立大学からは初の受賞者となった。また、彼は受賞決定を遠征中の東京で聞いた。

### NFL (1989-1998)
3年終了時の1989年のNFLドラフトでサンダースはデトロイト・ライオンズから1巡目（全体の3番目）で指名され、3日後に契約し入団する。ライオンズは元々ディオン・サンダースを指名する予定であったが、ウェイン・フォンテスヘッドコーチがバリー獲得を強く推したのと、天然芝ではバリーは活躍できないであろうという評判が一部であったため、3番目まで残っていたことでライオンズが指名した。ディオンは寒いデトロイトでのプレーを嫌がっており、ドラフト後にも「もし指名されていたら、契約を諦めるようなとてつもない額を要求するつもりだった」と答えている。
1年目の1989年のシーズンはNFL2位となる1,470ヤード、14タッチダウンを記録し、新人王を獲得した。1990年は16個、1991年には17個とリーグ最多のタッチダウン数を記録。1991年には、ランで1,883ヤード、レシーブで283ヤードを獲得し、総獲得ヤードでは2,166ヤードと自身初の2,000攻撃ヤードを記録、最優秀攻撃選手に選ばれた。１９９１年のプレイオフのダラスカウボーイズ戦では終盤には４７ヤードＴＤランを記録した。続く1995年、1996年も1,500ヤード以上のラッシングを記録、1997年はO・J・シンプソン、エリック・ディッカーソン以来、3人目となる2,053ヤードを走り、レシーブ305ヤードと合わせた総獲得ヤードは2,358を記録、MVPを獲得した。また、このシーズンは14試合連続100ヤードラッシュのNFLタイ記録に並んだ。翌1998年も1,491ヤードを走り、NFL史上初の10年連続1000ヤードラッシャーとなった。
ウォルター・ペイトンの通算ラッシングヤード記録である16,726ヤードの更新も期待されたが、シーズン前には独自のメニューでシーズンに備えるサンダースと、キャンプへの参加を求めたチームとの間で亀裂が生じた頃でもあり、1999年7月のキャンプ前日に地元ウィチタの新聞社に引退をするとFAXを送った。突然の引退のため批判もおき、2年前に6年3,540万ドルプラス契約ボーナス1,100万ドルで契約したライオンズは契約ボーナスの内、730万ドルの返還を要求したが、サンダースはこれを拒否し裁判となった。結果はサンダースの敗訴となり、550万ドルと利息の支払いを命じられる結果となった。
サンダースは5シーズンにおいて、1,500ヤード以上を走った史上初の選手であり、そのうち4回は1994年～1997年の4年連続で記録した。50ヤード以上のタッチダウン15回、150ヤードラッシュ以上の試合25試合もNFL記録である。また、通算15,269ラッシングヤードは、ペイトン、2002年に抜かれたエミット・スミスに次ぐ、歴代3位の記録である。
2004年にNFL殿堂入りした。

## 人物
クイックネス、視野の広さ、爆発力を持った選手であった。
サンダースは物静かな性格で、タッチダウン後に派手なパフォーマンスを行うようなこともしなかった。デトロイトのTV局チャンネル4のキャスターであったローレン夫人と2000年に結婚、4人の子供と共にデトロイト郊外に住んでいる。長男のバリー・J・サンダースは、スタンフォード大学で2012年から2015年までランニングバックとしてプレーした。

## 参考資料
1. 1 2 3 4 5 6  “Barry Sanders - Official Website” (英語).   BarrySanders.com. 2008年3月23日閲覧。
2. ↑  “Best individual college football seasons” (英語).   ESPN.com. 2008年3月23日閲覧。
3. ↑  “1988 - 54th Award Barry Sanders Oklahoma State Back” (英語). 2009年6月15日時点のオリジナルよりアーカイブ。2008年3月23日閲覧。
4. 1 2 3  “BARRY SANDERS - Pro Football Hall of Fame” (英語). 2008年3月23日閲覧。
5. 1 2 3  “Debunking the rumors” (英語). 2008年9月28日時点のオリジナルよりアーカイブ。2008年3月23日閲覧。
6. 1 2  “NFL Draft 1989 ... Who should they have taken?” (英語). 2008年3月23日閲覧。
7. 1 2  “NFLマニア>コラムHOT OFF THE GRIDIRON #115”.   NFL JAPAN. 2008年4月3日閲覧。
8. ↑  “The Cheap Seats: Finally, Sanders Speaks” (英語). 2007年10月16日時点のオリジナルよりアーカイブ。2008年3月23日閲覧。
9. ↑  “Lions Ask that Sanders Bonus Be Repaid” (英語). 2008年3月23日閲覧。
10. ↑  "Ruling: Barry in default", Detroit News, 16 February 2000.
11. ↑  “Detroit Lions Site: Barry Sanders Hall of Fame Career” (英語). 2008年3月23日閲覧。
12. ↑  “SBに出場していない偉大な選手トップ8”.   NFL JAPAN (2012年1月31日). 2012年2月6日閲覧。
13. ↑  “引退したLTはランクイン？RB歴代トップ10 -前編-”.   NFL JAPAN (2012年6月19日). 2012年6月24日時点のオリジナルよりアーカイブ。2012年7月3日閲覧。
14. ↑  “Barry Sanders - Biography” (英語). 2008年3月23日閲覧。